# Hispar La
Der Hispar La, auf Deutsch Hispar-Pass, ist ein Hochgebirgspass mit einem Scheitelpunkt auf 5128 m Höhe über dem Meeresspiegel im Karakorum-Gebirge Pakistans. Der Pass ist nach dem Dorf Hispar benannt, das am Ende des Hispargletschers liegt.
Vom Hispar-Pass fließt der Hispargletscher nach Westen und der Biafo-Gletscher nach Südosten, so dass der Pass über diese beiden Gletscher überquert werden kann. Diese Gletschertraverse ist eine der längsten außerhalb der Polargebiete. Östlich des Hispar-Passes befindet sich der so genannte Lukpe Lawo (Snow Lake), der kein See ist, sondern ein 1600 Meter tiefes und etwa 16 Kilometer langes Gletscherbassin. Die Tiefe dieser Eisschicht soll einmalig außerhalb der Polarregion sein.

## Lage des Passes

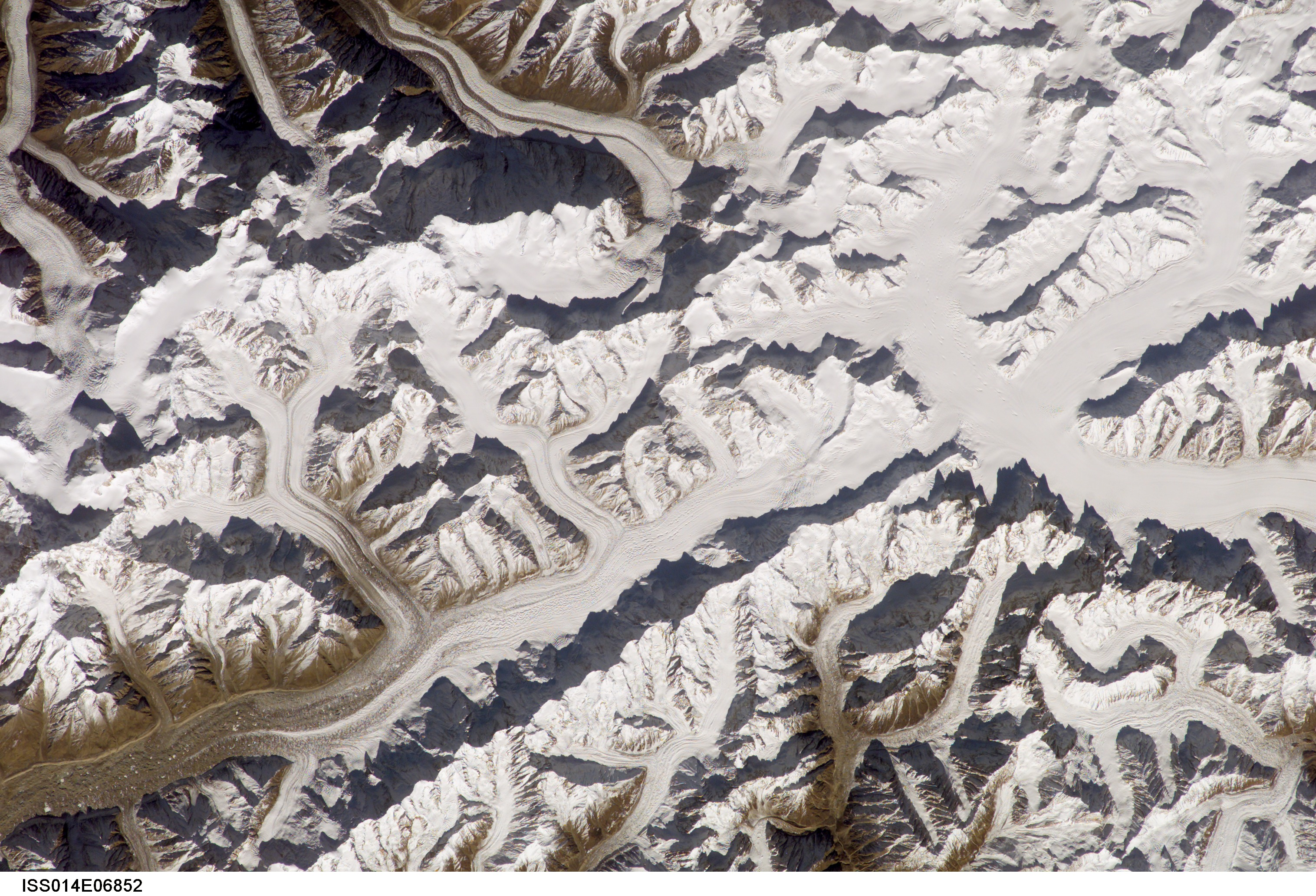
Hispar- (links) und Biafo-Gletscher (rechts unten), dazwischen der Hispar La. Aufnahme aus der Internationalen Raumstation.

Der Pass kann nur nach mehrtägigen Fußmärschen erreicht werden. An dem Pass verbindet sich der 63 km lange Biafo-Gletscher mit dem 49 km langen Hispar-Gletscher auf über 100 km. Die Gletscher verbinden auch die beiden alten Bergkönigreiche Nagar im Westen und Baltistan im Osten.
Der vollvergletscherte Hispar-Pass liegt im nordwestlichen Teil des Karakorums und verbindet das Hispar Muztagh, einen Teil der Karakorum-Hauptkette, im Norden mit den Spantik-Sosbun-Bergen im Süden. Der im Westen angrenzende Hispar-Gletscher speist den Hispar (Fluss), der westwärts Richtung Hunza-Tal fließt. Das Hunza-Tal begrenzt das Hispar Muztagh im Westen und Norden und wird durch den Karakorum Highway erschlossen. Östlich des Hispar Muztagh und jenseits des Biafo-Gletschers liegt die Gebirgskette Panmah Muztagh.
Der Pass wurde seit alters her von den beiden Bergkönigreichen entweder in kriegerischer Absicht oder auch für sportliche Begegnungen im Polospiel überwunden. Die verlassene Region Biafo-Hispar ist das Rückzugsgebiet wild lebender Tiere wie des Himalajabärs, der Schraubenziege und des Schneeleoparden.
Bill Tilman, ein englischer Bergsteiger und Segelsportler, soll auf seiner Expedition zu den höchstgelegenen Gletschern der Welt im Jahre 1937 in diesem Gebiet Fußspuren des sagenhaften Yeti entdeckt haben.

## Umgebende Berge
Die umgebenden Berge am Hispar-Pass reichen größtenteils über 7.000 m Höhe: Unweit des Hispar-Gletschers befindet sich der Distaghil Sar (7885 m); Kunyang Chhish, (7852 m), dessen unbestiegene Südwand als eines der letzten Probleme im Höhenbergsteigen gilt; Kanjut Sar (7760 m); Trivor (7577 m); Pumari Chhish (7492 m) und der Yutmaru Sar (7330 m).
In der Umgebung des Biafo-Gletschers befinden sich die Berge Baintha Brakk (Ogre) (7285 m), die der Latok-Gruppe (7145 m), Lukpe Lawo Brakk (6593 m) und Uzun Brakk (6422 m).